# Operació Estela
L'Operació Estela és una investigació judicial sobre les presumptes desviacions de fons públics a entitats catalanes quan haurien d'anar destinades a projectes d'ajuda a països en desenvolupament. L’operació, sota la direcció del jutjat d’instrucció 1 de Barcelona Joaquín Aguirre, va tenir lloc el 24 de maig de 2018 i va ser d'una gran envergadura, va mobilitzar prop de mig miler de policies i va culminar amb 25 detencions.
El febrer del 2022, finalment, la magistrada titular del Jutjat d’Instrucció 1 de Barcelona, Maria Carmen Vázquez que substituïa el jutge Joaquín Aguirre, va tancar l'Operació Estela. Només va quedar oberta la peça separada que va donar lloc a l'Operació Volhov, coneguda com a peça Catmon i Igman. En aquest context, l’expresident de la Diputació de Barcelona, Salvador Esteve, i el principal implicat, Jordi Castells, van veure com una interlocutòria va desmuntar la causa després de més de tres anys de procés.

## Història
L'inici de la investigació se situa el juny de 2016, quan la diputada provincial de la CUP, Maria Rovira i Torrens, i dos sindicalistes de la CGT van denunciar davant l'Oficina Antifrau de Catalunya suposades subvencions irregulars atorgades a patronals i empreses per part de la Diputació de Barcelona entre el 2012 i 2015 (presidida per Salvador Esteve) a càrrec d'ajudes internacionals de cooperació al desenvolupament. Aquestes ajudes devien ser atorgades a organitzacions no governamentals.
Quan eixí a la llum l'operació, el 24 de maig de 2018, el delegat del govern, Enric Millo, digué que es desconeix si els fons desviats estaven destinats al referèndum de l'1 d'octubre. El Tribunal Superior de Justícia de Catalunya no posava en relació la presumpta trama amb el procés independentista català.
El 2019, la presidenta de la Diputació de Barcelona, Núria Marín, va dir que es presentarien com a causa particular per mirar d'aclarir què havia passat.
L'octubre de 2020, una ramificació de la investigació de l'Operació Estela va provocar Operació Vólkhov, realitzada per la Guàrdia Civil espanyola el 28 d'octubre de 2020 en diverses localitats catalanes, que va consistir en un seguit d'escorcolls i detencions.